# مانويل فرنسيسكو باريتو
مانويل فرنسيسكو باريتو (بالإسبانية: Manuel Barreto)‏ هو مدرب كرة قدم ولاعب كرة قدم بيروفي، ولد في 12 سبتمبر 1982 في ليما في بيرو. شارك مع منتخب بيرو تحت 17 سنة لكرة القدم ومنتخب بيرو لكرة القدم. أما مع النوادي، فقد لعب مع الجامعي دي بيرو وخوان أوريتش ونادي أبويل.

## وصلات خارجية
- مانويل فرنسيسكو باريتو على موقع قاعدة بيانات كرة القدم.إي يو (الإنجليزية)
- مانويل فرنسيسكو باريتو على موقع عالم كرة القدم.نت (الإنجليزية)